# TWISTER (GOING UNDER GROUNDの曲)
「TWISTER」（ツイスター）は、GOING UNDER GROUNDのシングル。ビクターエンタテインメントのレーベルHAPPYHOUSEより2007年6月13日発売。

## 概要
メジャーデビュー後16枚目（通算19枚目）のシングルである。同タイトルのツアー「GOING UNDER GROUND tour 2007 “TWISTER”」中に発売された。ツアータイトルはドラムの河野丈洋の発案によるものであり、ツアータイトル決定後、ツアーファイナルの日比谷野外大音楽堂での演奏を念頭に置いて制作したのがタイトル曲である。初回盤にはCD-EXTRAで「TWISTER」のビデオクリップと、同ツアー初日の横浜BLITZでの同曲のライブ映像が収録されている。

## 収録曲
1. TWISTER
（作詞・作曲：松本素生・河野丈洋）
竹内哲郎が監督を務めたMVの撮影はツアー中の2007年4月末に三浦半島で早朝5時から24時間かけて行われ[3]、スペースシャワーTVの主催する「Music Video Awards 08」のIMPACT VIDEO部門にノミネートされた[4]。女優の山口あゆみが出演している[3]。ビクターの公式ウェブサイトでは期間限定でメイキング映像が公開された。
2. だけどぼくらは知らない
（作詞・作曲：河野丈洋）

## 収録アルバム
TWISTER
- おやすみモンスター
- COMPLETE SINGLE COLLECTION 1998-2008
- ALL TIME BEST〜20th STORY + LOVE + SONG〜

だけどぼくらは知らない
- THE BOX - B-SIDE COLLECTIONに収録。

## 参加ミュージシャン
- 四家卯大ストリングス – ストリングス（「だけどぼくらは知らない」）